# 夜市

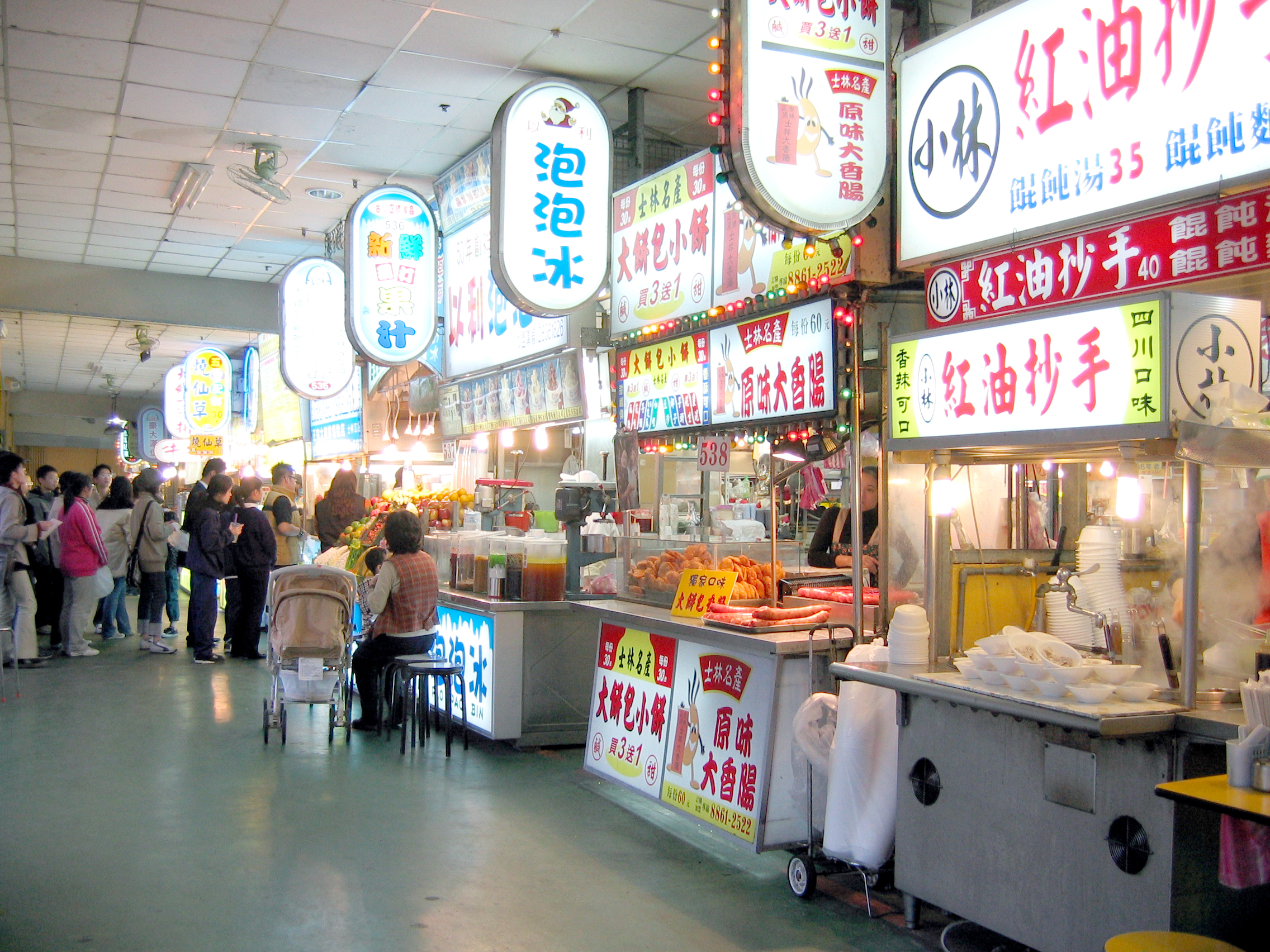
臺北士林夜市，為集合式商場建築

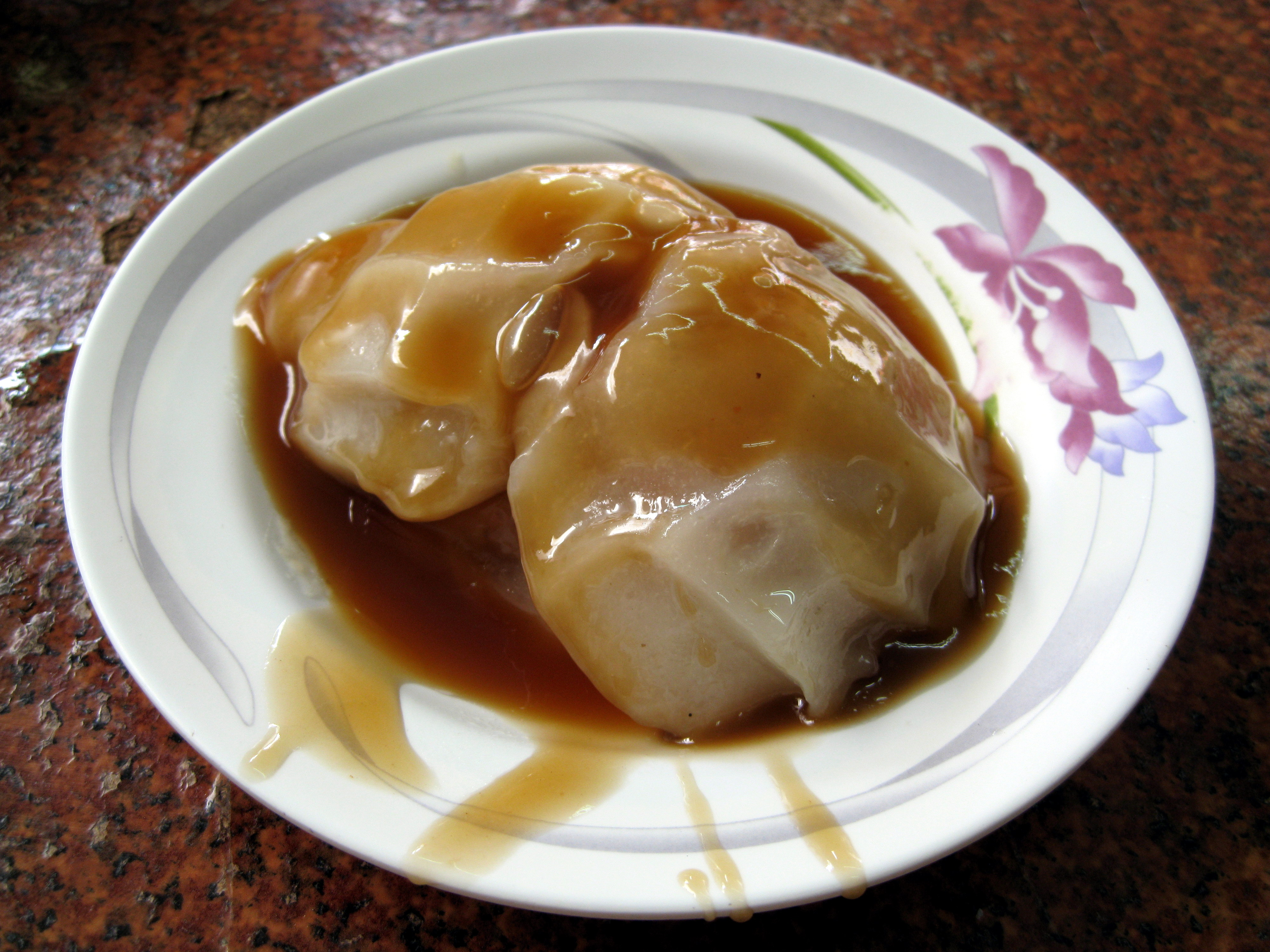
肉圆，一種台湾小吃

夜市為主要於夜間做買賣的市场，主要販售飲食、服飾、雜貨、遊戲等，和生活息息相關。夜市常是热带、亞熱帶國家的重要觀光景點，是平民生活文化的重要代表之一。美國有線電視新聞網（CNN）列出「台灣比其他地方更好的10件事」之一為台灣的夜市。中華民國交通部觀光局統計來台旅客中有超過70%的人把夜市列入行程中，台北市市場處亦製《台北市夜市導覽手冊》。

## 歷史

### 中國
上古至隋唐以前，市場的營業時間受到政府嚴格規定，每天早晚隨著官吏管制而開閉。到了晚唐，長安崇仁坊開始出現夜市，並逐漸發展到洛陽、開封、揚州等大城市，有時也見於海邊。到了宋朝，乾德三年（965年），取消了三更以前禁夜市的規定，京城夜市可經營到三更。北宋中期，夜市可全天營業。至徽宗政和、宣和年间尤盛，据《东京梦华录》记载，有州桥夜市：“夜市北州桥又盛百倍，车马阗拥，不可驻足，都人谓之‘里头’”，《東京夢華錄》“州桥夜市”一条，说：“出朱雀门，直至龙津桥。自州桥南去，当街，水饭、爊肉，乾脯；王楼前，獾儿、野狐、肉脯、鸡；梅家、鹿家，鹅、鸭、鸡、兔、肚肺、鳝鱼包子、鸡皮、腰肾、鸡碎，每个不过十五文。曹家从食。至朱雀门，旋煎羊、白肠、鲊脯……直至龙津桥须脑子肉止，谓之杂嚼，直至三更。 ”冬月虽大风雪阴雨，亦有夜市。開封甚至因而出現了從五更營業到天亮的「鬼市」，如“潘楼……东十字大街，曰从行裹角，茶坊每五更点灯博易，买卖衣服、图画、花环、领抹之类，至晓即散，谓之‘鬼市子’。”。其他城市的夜市也逐漸普及，《成都志》記：“錦江夜市連三鼓，石室書齋徹五更”。張仲殊《望江南》寫道：“成都好，蠶市趁遨遊。夜放笙歌喧紫陌，春邀燈火上紅樓，車馬溢瀛洲。”可謂習沿至今，夜市仍盛。“暮鼓晨鐘”与夜市有一定的联系，在夜禁的时候，敲钟为早晨营业的时间，敲鼓为实行夜禁的标志。

### 日本
在大都會或是特殊風景觀光地，也有許多擺攤，形成夜市，但最著名的是廟會，廟會會帶來大量人潮去廟裡祭拜，漸漸形成一種流動夜市，但隨著廟會結束，夜市也跟著結束。所以廟會夜市會隨著每年廟會活動而聚集的。

## 夜市的形成
- 由原來的菜市場逐漸形成，一般市場到中午結束（早市），但店家為延伸不退的人潮，將已不做生意的店舖轉租給夜市業者。
- 將已不做生意的店舖轉租給下午市場（黃昏市場），再轉租給人潮不退的夜市業。
- 上班族與學生流量大的區域，年輕族群是大多消費群，既可休憩又可吃喝、購物。
- 購物價金較商店低的攤位聚合，久之自然形成夜市。
- 商店街的騎樓攤位出租，或街道攤販流動聚合所形成。
- 南方朔則認為夜市是一種鄉愁：“儘管夜市的鄉愁很美，但那畢竟是記憶中的世界。在真實的世界裡，我們知道它畢竟是古代的小型消費模式，它應隨著社會的演變而被轉型掉”[12]。

## 種類

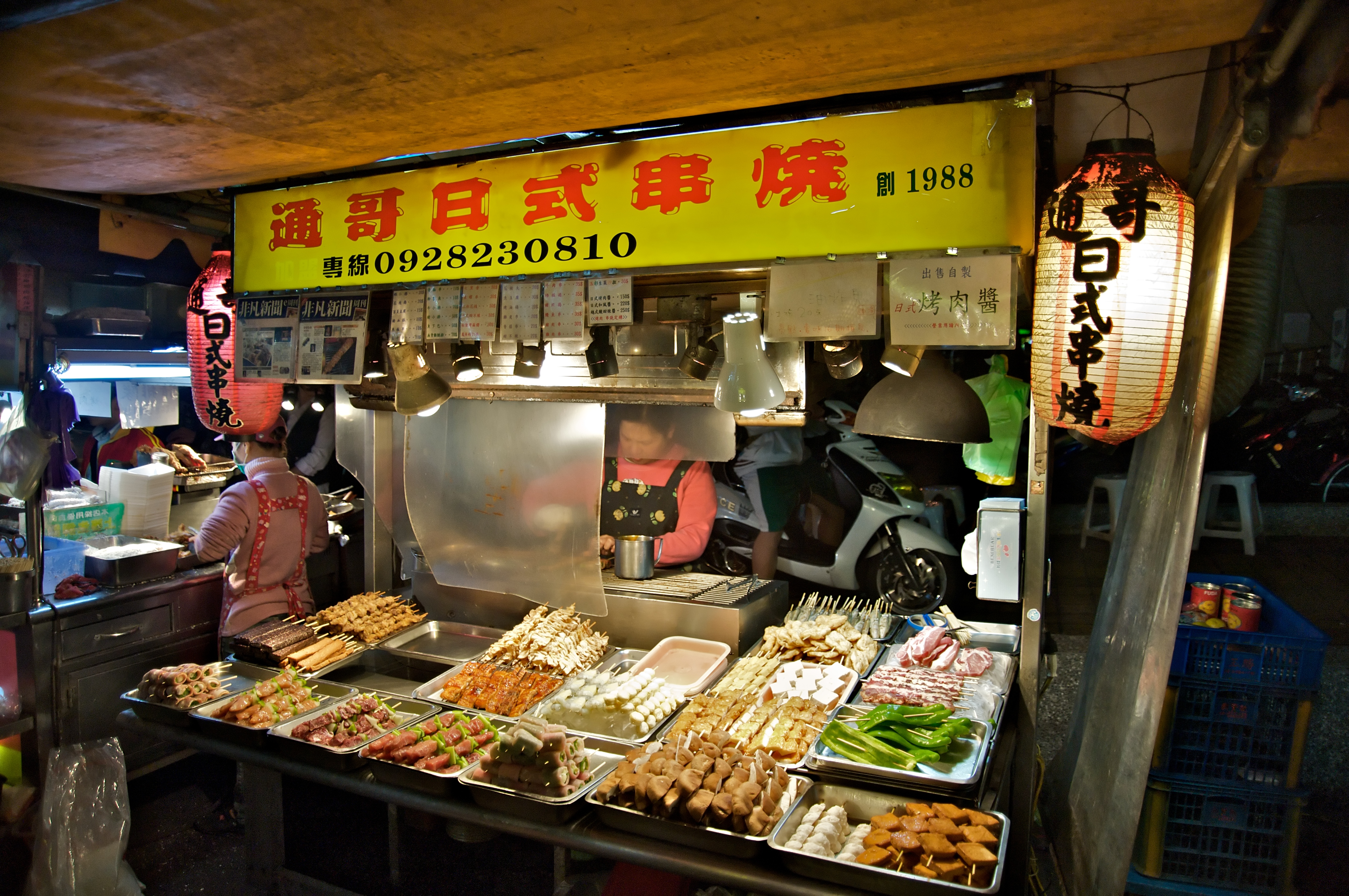
臺北市公館商圈的夜市串燒攤

依照營業時間區分，夜市一般分為兩大類，後可再細分：
- 定點夜市（每日營業的夜市，地點固定）
  - 商圈夜市：多為既有商圈延長營業至深夜，商家多有自家或承租店面，亦會吸引攤販會在路邊開張營業。好處是有助於當地商業蓬勃發展，缺點是環境較為髒亂。由於在都會區商業興盛、空地尋覓不易，常是商圈夜市。
  - 觀光夜市：若商圈夜市經過當地政府設計規劃，並配合當地特色吸引遊客，即稱為觀光夜市。有些觀光夜市經營方式與商圈夜市無異（例如位於臺北市的饒河街夜市），衹是加強整潔及美化；但亦有部分興建集合式商場，由商家各自承租店面，可改善商圈夜市髒亂現象（例如位於臺南市的小北夜市）。
- 流動夜市：只在特定日期（一般為每星期1～2次）營業的夜市，由於參與的商家在其他日期會集體移動至其他特定地點營業，有如一個流動於臨近各地的夜市，故以此稱之。一般常見於鄉間或都市邊緣的大型空地上，平時可能作為停車場。商家全部為攤販形態，傍晚時到達場地，午夜過後全部撤除。此類型夜市好處是便於清掃及停車，及新鮮感較大（因每次攤販不盡相同），缺點是可能影響臨近住家安寧。

## 提供服務

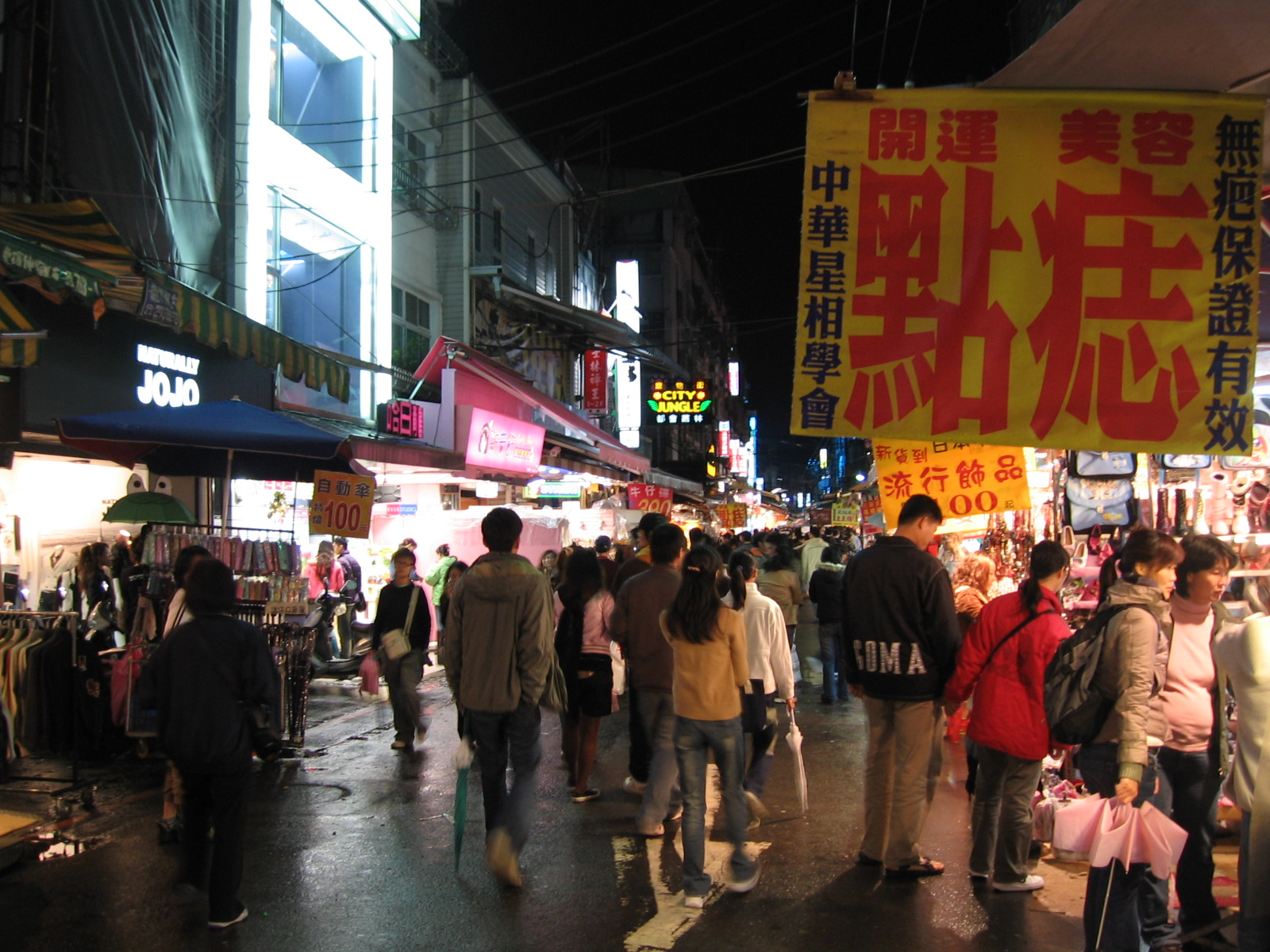
台北的士林夜市

夜市多在民眾下班時間後營業，所以除了日常用品外，亦供應飲食、遊戲等：
- 服飾：販賣男女衣服、鞋子
- 雜貨：販賣五金、日常用品。
- 美食：販賣飲食，以及許多地方小吃。
- 3C產品：筆電、電腦、手機和平板等資訊類週邊商品、小型家電和其它擴充產品、手機門號申請等3C產品或服務，亦逐漸在台灣的各夜市設攤。
- 遊戲：經營一些簡單遊戲，例如彈珠檯、射飛鏢、麻將、套圈圈、籃球機、碰碰車等，或是販賣拼圖、遊戲軟體等，近代更出現夾娃娃機。
- 書籍：專輯或各種DVD、錄音帶。
- 命相：點痣、算命、推拿。
- 雜技戲法，又稱腥棚，觀看畸人怪物，例如三條腿的姑娘、連體人等[13]。

多數臺灣夜市皆同時具備以上多種商品，使得夜市成為庶民生活密不可分的一部分、夜生活另一選擇。

## 法規

### 中國大陸
2003年國家藥品監督管理局改為國家食品藥品監督管理局，正式成立與食品安全相關的政府部門，經過近幾年的改組後，現由國家市場監督管理總局負責食品安全監督管理，與其他相關部門綜合協調。但是似乎相關法規許多小業者不熟知。同時市面標示綠色、有機食品或無污染食品等的產品並未得到相關機構認可為廠商自主宣傳。一項由世界銀行對於中國大陸蔬果產業是否遵循食品安全要求的研究顯示，雖然食品安全近年已不斷改進，但情況遠非令人滿意，「許多國際標準尚未得到執行，而現行許多國際標準不能達到要求。監督能力不足，且食品安全意識和食品安全監測薄弱。」
2019年一種空前加強嚴格版的末端管理法規出台，《北京市小规模食品生产经营管理规定》先以北京試點，此為一種向下細化法規，對於食品大廠等已經有諸多監管機制，但市區無數小餐館和小店處於較鬆散自主型態，此法規補上此一漏洞。基本上將小型或單人經營的食品業態分四類管束，但不論哪類都須先有营业执照之後再申辦第二證件：
- 小作坊 - 微小型食品工廠，需通過審查取得小作坊生产加工许可证，能生產食品採正面清單制未在清單上的食品類項禁止生產，且產品都須為为预包装食品，包裝袋上廠家資料和成分表等標註比照食品大廠規範。
- 小餐饮店 - 法定理論面積6㎡以上但有眾多最小廚區面積規定專有涼菜間、消毒間等，要合規則至少要40㎡店面，需通過審查食品餐飲许可证，眾多新修衛生法規趨嚴。
- 小食杂店 - 经营面积小于60㎡的食品販售店，只能販售包裝食品不得現場有任何烹飪加工行為，[18]所以無須食品業許可證只需辦小食杂店備案卡，採備案登記即可，但被查緝有烹飪行為將重罰。
- 食品摊贩 - 無場所的路邊攤辦食摊備案卡即可，但有食品负面清单制，禁止製作冷荤凉菜、生食水产品、裱花蛋糕、散装熟食、散装酒、保健品等眾多表列項被禁。

在中國大陸經營食品行業者需注意日漸趨嚴的管理法規態勢，即使已取得营业执照和食品餐飲许可证兩證者，在餐飲许可证到期須換證時會被要求適用新的法規，若不通過標準可能無法續证。

## 著名夜市

### 中國大陸
- 北京
  - 簋街
  - 東華門夜市
- 上海
- 杭州
  - 吳山夜市（古玩）
- 福州
  - 達明路
  - 井大路
  - 藏天园夜市
  - 溫泉夜市
  - 老藥洲街
  - 寧化夜市
  - 青年會夜市
  - 學生街夜市
  - 王莊大排檔夜市
  - 光明港夜市
  - 永嘉天地夜市
- 廣州
  - 廈滘夜市
  - 西湖燈光夜市
  - 黄花夜市
  - 珠光夜市
  - 小港夜市
  - 沙河夜市
  - 沙園夜市
- 深圳
- 拉薩
  - 天海夜市
- 烏魯木齊
  - 五一夜市
  - 友好路夜市
- 銀川
  - 銀川夜市
- 开封
  - 鼓楼夜市
  - 西司夜市
- 武汉
  - 吉庆街
  - 保成路
- 郑州
  - 健康路

### 香港
- 西灣河太安樓
- 旺角女人街
- 油麻地廟街
- 香港夜繽紛

### 澳門
- 十月初五街康公夜市
- 澳門葡京人葡京人夜市

### 南韓
- 首爾東大門市場
- 釜山富平罐頭市場

### 臺灣
- 桃園桃園觀光夜市
- 中壢中壢觀光夜市
- 基隆廟口夜市
- 高雄六合夜市
- 臺北士林夜市
- 宜蘭羅東夜市
- 臺南花園夜市
- 臺南大東夜市
- 臺中逢甲夜市[20]
- 高雄瑞豐夜市
- 嘉義文化路夜市
- 花蓮東大門夜市

### 日本
- 廟會夜市：隨著廟會活動而聚集的
- 新宿
- 福岡屋台

### 越南
- 阴阳集市：仅于每年农历正月初五凌晨开市一次
- 龍橋夜市

### 泰國
- 曼谷
  - 桑侖夜市 （Suan-Lum Night Bazaar）
  - 佩彭路夜市 （Patpong Rd Night Bazzar）
- 清邁
  - 強克朗夜市 （Cheng Khlan Night Bazaar）

### 馬來西亞
- 吉隆坡
  - 阿羅路夜市（Jalan Alor pasar malam）
- 槟城(槟岛区)
  - 峇都丁宜夜市（Pasar malam Batu Ferringhi）每天晚上
  - 湖内夜市（Pasar malam Relau）每逢周一晚上
  - 新港夜市（Pasar malam Sungai Ara）每逢周一晚上
  - 青草园夜市（Pasar malam Desa Green）每逢周二晚上
  - 发林后夜市（Pasar malam Farlim）每逢周三晚上
  - 壟尾夜市（Pasar malam Paya Terubong）每逢周四晚上
  - 大路后夜市（Pasar malam Perak Road）每逢周五晚上
  - 立信花园夜市（Pasar malam Sungai Dua）每逢周六晚上

（威省区）
- - 南美园夜市（Pasar malam Desa Damai）每逢周一晚上
  - 巴眼花园夜市（Pasar malam Taman Bagan）每逢周二晚上
  - 巴刹曼丁夜市（Pasar malam Mak Mandin）每逢周四晚上
  - 船仔头夜市（Pasar malam Bagan Ajam）每逢周四晚上
  - 三层楼夜市（Pasar malam Bagan Lallang）每逢周六晚上
  - 百利镇夜市（Pasar malam Kota Permai）每逢周六晚上
- 吉隆坡
  - 康乐夜市（Pasar malam Taman Connaught）每逢周三晚上
  - 大城堡夜市1（Pasar malam Sri Petaling 1）每逢周二晚上
  - 大城堡夜市2（Pasar malam Sri Petaling 2）每逢周五晚上
  - 旧古仔夜市（Pasar malam Kuchai Lama）每逢周一晚上

### 新加坡
- 白沙浮夜市

### 汶萊
- 斯里巴加灣
  - 加東夜市

### 關島
- 查莫洛夜市